# Albanie aux Jeux olympiques d'hiver de 2026
L'Albanie participera aux Jeux olympiques d'hiver de 2026 à Milan en Italie du 6 au 22 février 2026. Il s'agit de sa sixième participation à des Jeux d'hiver.

## Médaillés
| Sport | Discipline | Athlète(s) | Performance | Date |
| ----- | ---------- | ---------- | ----------- | ---- |
|       |            |            |             |      |

| Sport | Discipline | Athlète(s) | Performance | Date |
| ----- | ---------- | ---------- | ----------- | ---- |
|       |            |            |             |      |

| Sport | Discipline | Athlète(s) | Performance | Date |
| ----- | ---------- | ---------- | ----------- | ---- |
|       |            |            |             |      |

## Résultats

### Résultats en ski alpin
L'Albanie se qualifie grâce au quota de base pour le ski alpin. C'est l'unique athlète participant aux Jeux lors de cette édition.
| Athlète | Épreuve | 1re manche | 1re manche | 2e manche | 2e manche | Total | Total |
| Athlète | Épreuve | Temps      | Rang       | Temps     | Rang      | Temps | Rang  |
| ------- | ------- | ---------- | ---------- | --------- | --------- | ----- | ----- |
|         |         |            |            |           |           |       |       |
|         |         |            |            |           |           |       |       |